# Rajd Nowej Zelandii 1978
Rajd Nowe Zelandii 1978 (9. Motogard Rally of New Zealand ) – rajd samochodowy rozgrywany w Nowej Zelandii od 2 do 5 września 1978 roku. Była to dziesiąta runda Rajdowych Mistrzostw Świata w roku 1978 (zaliczana tylko do tzw. Pucharu FIA Kierowców, nie producentów). Rajd został rozegrany na nawierzchni szutrowej i asfaltowej. Bazą rajdu były nowozelandzkie miasta Auckland i Wellington.

## Klasyfikacja generalna[2]
| Miejsce | Nr | Kierowca         | Pilot           | Samochód               | Czas       | Strata     | Grupa | Pkt WRC |
| ------- | -- | ---------------- | --------------- | ---------------------- | ---------- | ---------- | ----- | ------- |
| 1       | 1  | Russell Brookes  | Chris Porter    | Ford Escort RS1800     | 9:57:12.0  |            | 4     | 9       |
| 2       | 4  | Jim Donald       | Kevin Lancaster | Ford Escort RS1800     | 10:09:29.4 | +12:17.4   | 4     | 6       |
| 3       | 6  | Paul Adams       | Jim Scott       | Ford Escort RS1800     | 10:41:55.8 | +44:43.8   | 4     | 4       |
| 4       | 3  | John Woolf       | Grant Whittaker | Ford Escort RS2000     | 10:56:57.6 | +59:45.6   | 4     | 3       |
| 5       | 8  | Tony Teesdale    | Gary Smith      | Ford Escort RS1600     | 10:57:33.6 | +1:00:21.6 | 4     | 2       |
| 6       | 16 | David Parkes     | Stuart Green    | Ford Escort 1600       | 10:58:29.4 | +1:01:17.4 | 4     | 1       |
| 7       | 19 | Morrie Chandler  | Don Campbell    | Mitsubishi Colt Lancer | 11:12:56.4 | +1:15:44.4 | 2     |         |
| 8       | 14 | Tony Street      | Tom Adams       | Ford Escort RS1800     | 11:17:32.4 | +1:20:20.4 | 4     |         |
| 9       | 25 | Alfred Goldsbury | Alan Carter     | Mazda RX-3             | 11:17:57.6 | +1:20:45.6 | 4     |         |
| 10      | 24 | Andy Walker      | Peter Walker    | Ford Escort RS1800     | 11:18:58.8 | +1:21:46.8 | 4     |         |

## Punktacja

### Klasyfikacja  FIA Cup for Rally Drivers (WRC)
| Lp | Producent           | Pkt. |
| -- | ------------------- | ---- |
| 1  | Markku Alén         | 32   |
| 2  | Jean-Pierre Nicolas | 22   |
| 3  | Hannu Mikkola       | 21   |
| 4  | Björn Waldegård     | 12   |
| 4  | Walter Röhrl        | 12   |

- Uwaga: Tabela obejmuje tylko pięć pierwszych miejsc.